# Triaenodes nesiotinus
Triaenodes nesiotinus là một loài Trichoptera trong họ Leptoceridae. Chúng phân bố ở miền Australasia.